# Електричні виконавчі механізми
Електри́чні викона́вчі механі́зми (ЕВМ) — елемент технічних засобів автоматизації за допомогою якого здійснюється безпосередній вплив на технологічний процес. Можуть бути контактними і безконтактними. Пусковим пристроєм контактного виконавчого механізму є реверсивний магнітний пускач, безконтактного — магнітний підсилювач.
У загальному випадку електричні виконавчі механізми складаються з наступних основних елементів: реверсивного електродвигуна; редуктора, що знижує частоту обертання вихідного вала; вихідного елемента, що передає зусилля або крутильний момент регулювального органу; додаткових пристроїв (кінцевих вимикачів), що забезпечують зупинку виконавчого механізму в крайніх положеннях; пристроїв зворотного зв'язку для роботи в системах автоматичного регулювання або для дистанційного показу положення вихідного елемента виконавчого механізму; штурвал ручного привода (деякі модифікації).
У залежності від модифікації цих ВМ у них використовуються двофазні конденсаторні електродвигуни з порожнистим ротором, що мають добрі динамічні характеристики і допускають тривалу роботу в застопореному режимі при повній напрузі живлення, а також трифазні асинхронні електродвигуни з короткозамкнутим ротором (для виконавчих механізмів великої потужності).
Як пристрій зворотного зв'язку застосовують реостатні, індуктивні і феродинамічні перетворювачі переміщення.
Покажчики положення вихідного вала, що комплектуються з деякими електричними ВМ, являють собою стрілочні прилади зі шкалою 0—100 %.
Найбільше поширення в збагачувальній промисловості отримали електричні ВМ типу МЭО та ИМ 2/120.
На рис. 1 показано приклад керування виконавчим механізмом.
При розробці схеми управління ВМ необхідно передбачати три режими роботи: дистанційний (Д), вимкнено (0) і автоматичний (А).
Вибір режиму здійснюється за допомогою різних комутаційних пристроїв, наприклад, універсального перемикача (УП), що має відповідні три положення рукоятки перемикання. Для читання подібних схем необхідно засвоїти, що контакти УП можуть замикатися тільки горизонтальними групами 1 — 2; 3 — 4 і 5 — 6, яка група замкнена і в якому режимі показує точка, розташована на вертикальній осі. Наприклад, у дистанційному режимі (Д) замикаються групи контактів 1 — 2 і 5 — 6 (рис.).
На схемі управління також показані кінцеві вимикачі (Кв1 і Кв2), що знеструмлюють живлення двигуна в крайніх положеннях вихідного вала, пускові кнопки, що працюють у дистанційному режимі, при цьому потрібно врахувати, що реверс вала двигуна здійснюється подачею напруги на одну (кнопка П1) або другу (П2) обкладку фазозсувного конденсатора (С). Схема включає і контактні групи (Р1 і Р2), які розташовані в регулюючому пристрої і керують виконавчим механізмом в автоматичному режимі (А).
Для управління трифазним виконавчим механізмом необхідне використання реверсивного магнітного пускача.